# Mistrzostwa Polski w kolarstwie torowym – wyścig na 250 metrów ze startu zatrzymanego mężczyzn
Mistrzostwa Polski w kolarstwie torowym w wyścigu na 250 metrów ze startu zatrzymanego mężczyzn odbyły się w 2021.
Konkurencję tę rozegrano również na mistrzostwach Polski w 2020, z inicjatywy trenera reprezentacji Polski, Igora Krymskiego, ale nie przyznano w niej medali. Zwyciężył wówczas Mateusz Rudyk, przed Rafałem Sarneckim i Patrykiem Rajkowskim

## Medaliści
| Rok  | Złoto         | Srebro          | Brąz           |
| 2021 | Mateusz Rudyk | Maciej Bielecki | Rafał Sarnecki |